# Tour de Corse 2005
Il Tour de Corse 2005, valevole come Rally di Francia 2005, è stata la 14ª tappa del campionato del mondo rally 2005. Il rally è stato disputato dal 21 al 23 ottobre, ed è stato corso ad Ajaccio in Corsica.
Il francese Sébastien Loeb domina nettamente il rally aggiudicandosi tutte e 12 le prove in programma, distaccando sul podio finale il finlandese Toni Gardemeister e il norvegese Petter Solberg.
Con il quattordicesimo posto nella graduatoria generale Mirco Baldacci si aggiudica la vittoria nella classe JWRC.

## Dati della prova
| Rally di Francia 2005               | Rally di Francia 2005                         |
| ----------------------------------- | --------------------------------------------- |
| Denominazione ufficiale             | Rallye de France - Tour de Corse              |
| Tappa N°                            | 14                                            |
| Edizione N°                         | 49                                            |
| Data manifestazione                 | da venerdì 21/10/2005 a domenica 23/10/2005   |
| Paese ospitante                     | Ajaccio (Corsica)                             |
| Superficie                          | Asfalto                                       |
| Piloti iscritti                     | 64                                            |
| Partiti                             | 57                                            |
| Arrivati                            | 40 (70,2 % )                                  |
| Prove                               | 12                                            |
| La più breve                        | 15,92 km (PS9 Acqua Doria - Serra di Ferro 1) |
| La più lunga                        | 36,24 km (PS7 Vico - Col de Sarzoggiu 2)      |
| Velocità media minore               | 86,74 km/h (PS5 Vico - Col de Sarzoggiu 1)    |
| Velocità media maggiore             | 103,68 km/h (Aullène SS4 - Arbellara 2)       |
| Lunghezza complessiva tappe         | 341,68 km (23,7% della distanza totale)       |
| Lunghezza complessiva trasferimento | 682,80 km                                     |
| Distanza totale                     | 1,024.48 km                                   |

## Risultati

### Classifica
| 49º Tour de Corse - Rallye de France 2005 | 49º Tour de Corse - Rallye de France 2005 | 49º Tour de Corse - Rallye de France 2005 | 49º Tour de Corse - Rallye de France 2005 | 49º Tour de Corse - Rallye de France 2005 | 49º Tour de Corse - Rallye de France 2005 | 49º Tour de Corse - Rallye de France 2005 | 49º Tour de Corse - Rallye de France 2005 |
| Classifica Generale                       | Classifica Generale                       | Classifica Generale                       | Classifica Generale                       | Classifica Generale                       | Classifica Generale                       | Classifica Generale                       | Classifica Generale                       |
| Pos                                       | Pilota                                    | Co-pilota                                 | Auto                                      | Tempo                                     | Distacco                                  | V.media                                   | Punti                                     |
| ----------------------------------------- | ----------------------------------------- | ----------------------------------------- | ----------------------------------------- | ----------------------------------------- | ----------------------------------------- | ----------------------------------------- | ----------------------------------------- |
| 1°                                        | Sébastien Loeb                            | Daniel Elena                              | Citroën Xsara WRC                         | 3: 35: 46.7                               | 0.0                                       | 94.9 km/h                                 | 10                                        |
| 2°                                        | Toni Gardemeister                         | Jakke Honkanen                            | Ford Focus RS WRC '04                     | 3: 37: 38.4                               | + 1: 51.7                                 | 94.1 km/h                                 | 8                                         |
| 3°                                        | Petter Solberg                            | Phil Mills                                | Subaru Impreza WRC '05                    | 3: 38: 28.7                               | + 2: 42.0                                 | 93.8 km/h                                 | 6                                         |
| 4°                                        | Stéphane Sarrazin                         | Denis Giraudet                            | Subaru Impreza WRC '05                    | 3: 39: 20.9                               | + 3: 34.2                                 | 93.4 km/h                                 | 5                                         |
| 5°                                        | Roman Kresta                              | Jan Tománek                               | Ford Focus RS WRC '04                     | 3: 41: 08.2                               | + 5: 21.5                                 | 92.6 km/h                                 | 4                                         |
| 6°                                        | Alexandre Bengué                          | Caroline Escudero                         | Škoda Fabia WRC                           | 3: 41: 14.5                               | + 5: 27.8                                 | 92.6 km/h                                 | 3                                         |
| 7°                                        | Xavier Pons                               | Carlos del Barrio                         | Citroën Xsara WRC                         | 3: 41: 28.5                               | + 5: 41.8                                 | 92.5 km/h                                 | 2                                         |
| 8°                                        | Nicolas Bernardi                          | Jean-Marc Fortin                          | Peugeot 307 WRC                           | 3: 42: 18.8                               | + 6: 32.1                                 | 92.2 km/h                                 | 1                                         |
| JWRC                                      |                                           |                                           |                                           |                                           |                                           |                                           |                                           |
| 1° (14°)                                  | Mirco Baldacci                            | Giovanni Bernacchini                      | Fiat Punto S1600                          | 3: 56: 29.6                               | 0.0                                       | 86.6 km/h                                 | 10                                        |
| 2° (15°)                                  | Daniel Sordo                              | Marc Martí                                | Citroën C2 S1600                          | 3: 58: 58.2                               | + 2: 28.6                                 | 85.7 km/h                                 | 8                                         |
| 3° (17°)                                  | Kosti Katajamäki                          | Timo Alanne                               | Suzuki Ignis S1600                        | 4: 00: 37.8                               | + 4: 08.2                                 | 85.1 km/h                                 | 6                                         |
| 4° (19°)                                  | Urmo Aava                                 | Kuldar Sikk                               | Suzuki Ignis S1600                        | 4: 04: 48.5                               | + 8: 18.9                                 | 83.7 km/h                                 | 5                                         |
| 5° (20°)                                  | Conrad Rautenbach                         | Carl Williamson                           | Citroën C2 S1600                          | 4: 04: 54.2                               | + 8: 24.7                                 | 83.7 km/h                                 | 4                                         |
| 6° (21°)                                  | Luca Cecchettini                          | Antonio Morassi                           | Fiat Punto S1600                          | 4: 06: 10.9                               | + 9: 41.3                                 | 83.2 km/h                                 | 3                                         |
| 7° (22°)                                  | Martin Prokop                             | Petr Gross                                | Suzuki Ignis S1600                        | 4: 06: 34.0                               | + 10: 04.4                                | 83.1 km/h                                 | 2                                         |
| 8° (25°)                                  | Kris Meeke                                | Glenn Patterson                           | Citroën C2 S1600                          | 4: 13: 44.3                               | + 17: 14.7                                | 80.3 km/h                                 | 1                                         |

### Prove speciali
| Giorno                  | Prova | Ora   | Nome                           | Lunghezza | Vincitore      | Tempo    | V. media   | Leader del rally |
| ----------------------- | ----- | ----- | ------------------------------ | --------- | -------------- | -------- | ---------- | ---------------- |
| Frazione 1 (21 ottobre) | PS1   | 09:18 | Ampaza - Col St Eustache 1     | 32,89 km  | Sébastien Loeb | 21: 02.4 | 93.8 km/h  | Sébastien Loeb   |
| Frazione 1 (21 ottobre) | PS2   | 10:11 | Aullene - Arbellara 1          | 27,78 km  | Sébastien Loeb | 16: 06.9 | 103.4 km/h | Sébastien Loeb   |
| Frazione 1 (21 ottobre) | PS3   | 14:24 | Ampaza - Col St Eustache 2     | 32,89 km  | Sébastien Loeb | 21: 06.4 | 93.5 km/h  | Sébastien Loeb   |
| Frazione 1 (21 ottobre) | PS4   | 15:17 | Aullène - Arbellara 2          | 27,78 km  | Sébastien Loeb | 16: 04.6 | 103.7 km/h | Sébastien Loeb   |
|                         |       |       |                                |           |                |          |            | Sébastien Loeb   |
| Frazione 2 (22 ottobre) | PS5   | 09:53 | Vico - Col de Sarzoggiu 1      | 36,24 km  | Sébastien Loeb | 25: 04.1 | 86.7 km/h  | Sébastien Loeb   |
| Frazione 2 (22 ottobre) | PS6   | 11:16 | Ucciani - Bastelica 1          | 26,20 km  | Sébastien Loeb | 17: 00.3 | 92.4 km/h  | Sébastien Loeb   |
| Frazione 2 (22 ottobre) | PS7   | 14:44 | Vico - Col de Sarzoggiu 2      | 36,24 km  | Sébastien Loeb | 24: 50.9 | 87.5 km/h  | Sébastien Loeb   |
| Frazione 2 (22 ottobre) | PS8   | 16:07 | Ucciani - Bastelica 2          | 26,20 km  | Sébastien Loeb | 16: 55.1 | 92.2 km/h  | Sébastien Loeb   |
|                         |       |       |                                |           |                |          |            | Sébastien Loeb   |
| Frazione 3 (23 ottobre) | PS9   | 07:58 | Acqua Doria - Serra di Ferro 1 | 15,92 km  | Sébastien Loeb | 9: 43.5  | 98.2 km/h  | Sébastien Loeb   |
| Frazione 3 (23 ottobre) | PS10  | 08:41 | Pont de Calzola - Agosta 1     | 31,81 km  | Sébastien Loeb | 19: 05.7 | 99.9 km/h  | Sébastien Loeb   |
| Frazione 3 (23 ottobre) | PS11  | 11:29 | Acqua Doria - Serra di Ferro 2 | 15,92 km  | Sébastien Loeb | 9: 42.0  | 98.5 km/h  | Sébastien Loeb   |
| Frazione 3 (23 ottobre) | PS12  | 12:12 | Pont de Calzola - Agosta 2     | 31,81 km  | Sébastien Loeb | 19: 04.8 | 100.0 km/h | Sébastien Loeb   |